# 特特爾克里克鎮區 (明尼蘇達州托德縣)
特特爾克里克鎮區（英語：Turtle Creek Township）是位於美國明尼蘇達州托德縣的一個行政鎮區，於1890年設立。

## 地方資料
特特爾克里克鎮區的面積為92.64平方千米，當中陸地面積為85.28平方千米，而水域面積為7.36平方千米。根據2020年美國人口普查的數據，當地共有人口270人，而人口密度為每平方千米2.91人。